# Bogusław Tittenbrun
Bogusław Leon Tittenbrun (ur. 11 kwietnia 1895, zm. 13 maja 1985 w Szczecinie) – polski uczony, profesor elektrotechniki, nauczyciel akademicki. Współzałożyciel Stowarzyszenia Elektryków Polskich (SEP), członek Polskiej Akademii Nauk.

## Życiorys
Urodził się 11 kwietnia 1895 r. jako syn Mieczysława i Anieli Tittenbrunów. Rozpoczął naukę elektrotechniki na Imperatorskim Petersburskim Instytucie Politechnicznym, lecz studia ukończył na Politechnice Warszawskiej w 1924 r. Po studiach pracował w trzebińskiej elektrowni Siersza Wodna, potem w jednej z górnośląskich kopalni węgla kamiennego.
Po II wojnie światowej, w latach 1946–1954 mieszkał w Katowicach i związany był zawodowo z Zarządem Energetycznym Okręgu Południowego. W 1954 r. przeprowadził się do Szczecina i objął stanowisko zastępcy profesora na Wydziale Elektrycznym Wyższej Szkoły Inżynierskiej. Trzy lata później uzyskał stopień docenta i został mianowany kierownikiem Katedry Elektroenergetyki. W latach 1958–1962 sprawował funkcję dziekana Wydziału Elektrycznego, a następnie w latach 1962–1965 prodziekana.
Był współzałożycielem SEP, członkiem Komitetu Elektryfikacji Polski PAN i Komitetu Elektrotechniki PAN. Pracował w Oddziale Szczecińskim SEP, m.in. jako przewodniczący Sądu Koleżeńskiego. W 1981 r. nagrodzony godnością Członka Honorowego SEP.